# Aeroportul Internațional Qingdao Liuting
Aeroportul Internațional Qingdao Liuting (IATA: TAO, ICAO: ZSQD) este un aeroport din Chengyang District⁠(d), Qingdao, Shandong, Republica Populară Chineză ce deservește zona Qingdao. Aeroportul a fost tranzitat în 2020 de 14.561.592 de pasageri. A fost numit după zona deservită.
Situat la o altitudine de 10 m, aeroportul dispune de o singură pistă.